# Jules Gaspard Semler-Collery
Jules Gaspard Semler-Collery (Phalempin (Hauts-de-France), 20 oktober 1876 – Bourbourg, 4 augustus 1950) was een Frans componist, muziekpedagoog, dirigent en violist.

## Levensloop
Semler-Collery werd geboren in een muzikale familie; zijn vader Jules Pierre François Collery en zijn moeder Louisa Semler zijn beiden afkomstig uit muzikale families. Zijn onderwijs kreeg hij aan het lycée d'Armentières. Hij studeerde compositie en viool bij M. Mohr, de directeur van de École Nationale de musique d'Amiens en behaalde eerste prijzen. Al op twaalfjarige leeftijd werd hij 1e violist in het orkest van het theater in Amiens. Met een studiebeurs kon hij harmonie, fuga en contrapunt bij Stanislas Calcagni aan de Accademia Nazionale di Santa Cecilia in Rome studeren. Na zijn terugkomst studeerde hij in Parijs harmonie bij Saurilas, viool bij Lefort en compositie bij Jules Massenet. Later studeerde hij nog in Tourcoing, waar hij met een ballet zijn diploma in compositie behaalde.
Vervolgens werd hij lid van de militaire muziekkapel van het 110e infanterie regiment. Met dit orkest voerde hij in 1900 in het theater Chiroutre-Gauvry in Duinkerke zijn revue Cyrano à Dunkerque uit. Op 18 december 1901 huwde hij Caroline Bollaert. Dit echtpaar heeft ten minste vier zonen, die zich allemaal met muziek bezighielden, Jules Louis Semler-Collery (1902-1988), tweelingbroer Armand Léopold Semler-Collery (1902-?), Paul Albert Semler-Collery (1906-?) en André Charles Paul Semler-Collery (1912 – ?).
Als dirigent leidde hij lange tijd het harmonieorkest van Bourbourg. Als violist verzorgde hij solo-optredens in alle grote steden van Noord-Frankrijk, in Saint-Nazaire in 1898 en in België.

## Composities

### Werken voor orkest
- 1901 1ère Valse en mi b
- Méditation, voor orkest uit het oratorium "Sainte Ulphe"

### Werken voor harmonie- of fanfareorkest
- 1906 Marche solennelles (gecomponeerd voor het 100-jarig bestaan van de "Musique de Dunkerque")
- 1934 Salut au 46e, mars voor harmonie- of/en fanfareorkest met klaroenen en tamboers
- Marche solennelles (gecomponeerd voor het 100-jarig bestaan van het Lycée d'Amiens)

### Oratoria en cantates
- 1907 Aux fondateurs, cantate - tekst: Noël Pilon
- 1942 Méditation, voor viool en harmonieorkest
- Sainte Ulphe, oratorium in zeven delen - tekst: Maurice Garet - première bij de "Société Photographique de Picardie" in Amiens

### Muziektheater

#### Operette
| Voltooid in | titel                      | aktes       | première | libretto               |
| ----------- | -------------------------- | ----------- | -------- | ---------------------- |
| 1911        | La Nièce de la Mère Michel | 3 bedrijven |          | E. Dupond en Chapizeau |

#### Balletten
| Voltooid in | titel    | aktes | première        | libretto | choreografie |
| ----------- | -------- | ----- | --------------- | -------- | ------------ |
| 1905        | (Ballet) |       | 1905, Tourcoing |          |              |

#### Revue
- 1900 Cyrano à Dunkerque - première: 1900 in theater Chiroutre-Gauvry in Duinkerke

### Vocale muziek

#### Werken voor koor
- 1911 Le Monument à Trystram, voor gemengd koor - tekst: M. Brunet

#### Liederen
- 1904 Onzevader (Notre Père), voor bariton (of mezzosopraan) en piano
- 1909 Si mes vers avaient des ailes, voor zangstem en piano - tekst: Victor Hugo
- 1910 Aussi, voor zangstem en piano - tekst: Edmond Martin
- Chant de la Sainte, voor zangstem en piano uit het oratorium "Sainte Ulphe" - tekst: Maurice Garet

### Kamermuziek
- 1934 Méditation, voor viool (of klarinet) en piano
- Méditation, voor viool (of cello)

### Werken voor piano
- 1907 Chacone
- 1907 Romance sans paroles
- 1912 Sérénade interrompue
- 1925 Étude, wals voor piano
- Impromptu, gavotte voor piano